# 太陽龜
太陽龜（Heosemys spinosa），又名刺東方龜、锯缘东方龟、刺山龜或東方多棘龜，是分佈在東南亞的一種龜。

## 特徵
太陽龜的龜殼有尖棘，在胸甲龜板的棘較細小，可以作為墊子。有指牠們的棘是用來對付如蛇等掠食者的，但是這些尖棘會隨著年齡漸長而磨頓或消失，成年的會較幼龜圓滑。龜殼呈褐色，中央龍骨有淡色的斑紋，頭部及四肢呈灰褐色，眼睛後方及腳上一般都有黃色至紅色的斑點。牠們身體的顏色可以在葉堆中作為偽裝。胸甲呈奶白色，每塊龜板上都有散開的線。

## 分佈及棲息地
太陽龜分佈在汶萊、印尼、馬來西亞、緬甸、菲律賓、新加坡及泰國。牠們棲息在低地的山區森林，主要在海拔900以下的河流附近。牠們是以素食為主的雜食性。

## 繁殖
太陽龜似乎是在雨天交配的。飼養下的雄龜被灑水後會變得興奮，追著雌龜來交配。野外築巢的行為不明，每次約生1-2隻蛋，每年可以生3次蛋。雌龜的胸甲上有一個鉸鏈，可以增加靈活性來生下大型的蛋。孵化期為106-145日。

## 保育狀況
其被列為《瀕危野生動植物種國際貿易公約》附錄二的物種，被限制出口及貿易。

## 外部連結
- ARKive